# Meldia Rock
Der Meldia Rock (englisch; bulgarisch скала Мелдия skala Meldija) ist ein in ost-westlicher Richtung gespaltener und im Durchmesser 220 m langer Klippenfelsen vor der Nordwestküste von Nelson Island im Archipel der Südlichen Shetlandinseln. Er liegt 0,8 km nördlich des Smilets Point, 2,2 km ostnordöstlich des Folger Rock, 3,37 km südwestlich von Withem Island und 2,43 km westsüdwestlich des Retamales Point.
Britische Wissenschaftler kartierten ihn 1968. Die bulgarische Kommission für Antarktische Geographische Namen benannte ihn 2014 nach dem Römerlager Meldia im Westen Bulgariens.